# Abja
Abja è un ex comune dell'Estonia situato nella contea di Viljandimaa, nell'Estonia meridionale. Classificato come comune rurale, il centro amministrativo era la città (in estone linn) di Abja-Paluoja.
Il 24 ottobre 2017 è confluito, insieme a Karksi, Halliste e a Mõisaküla nel nuovo comune di Mulgi.

## Località
Oltre al capoluogo, il centro abitato comprende 15 località (in estone küla).
Abja-Vanamõisa - Abjaku - Atika - Kamara - Laatre - Lasari - Penuja - Põlde - Räägu - Raamatu - Saate - Sarja - Umbsoo - Veelikse - Veskimäe